# Cesare d'Este
Cesare d’Este (Ferrara, 1561 – Modena, 11 december 1628), was hertog van Modena en Reggio van 1597 tot zijn dood in 1628. Tijdens zijn regering verloor de familie d’Este het hertogdom Ferrara.

## Leven
Hij werd geboren in Ferrara als een onwettige zoon van Alfonso d’Este, vierde zoon van Alfonso I d'Este, markies van Montecchio, en de neef van Alfonso II d’Este, hertog van Ferrara en Modena. Toen Alfonso II stierf zonder erfgenamen in oktober 1597, kreeg Cesare het hertogdom. De wettigheid van de opvolging door Cesare werd door keizer Rudolf II erkend, maar niet door paus Clemens VIII. Deze lijfde de Ferrara in bij de Pauselijke Staat. De jonge hertog probeerde dit nog te voorkomen door om hulp te vragen aan grote mogendheden, maar dit bleek vergeefs.
De hoofdstad werd toen maar verplaatst naar Modena, op 30 januari 1598. Zijn eerste jaren als hertog waren lastig, niet alleen was zijn nieuwe hertogelijke verblijf ontoereikend, maar hij moest ook omgaan met de onenigheden tussen de edelen van Modena en Ferrara, de laatstgenoemden waren met hem meegekomen. Voorts moest hij het hoofd bieden aan een poging tot afscheiding van Maro Pio van Sassuolo en een oorlog voeren tegen Lucca om het bezit van Garfagnana.
Cesare was een milde en vrome man, maar zijn intellectuele en politieke gaven waren beperkt. Hij werd na zijn dood opgevolgd door zijn zoon Alfonso.

## Huwelijk en kinderen
Op 30 januari 1586 was hij getrouwd met Virginia de' Medici, dochter van Cosimo I de' Medici. Zij leed aan toenemende symptomen van waanzin, tot aan haar dood in 1615. Uit dit huwelijk werden 9 kinderen geboren.
- Giulia d'Este (1588 – 1645), ongehuwd
- Maria Laura d'Este (Ferrara 24 maart 1590 – Mirandola 14 november 1630); huwde te Modena in 1607 Alessandro I Pico della Mirandola (Mirandola 15 mei 1566 – ald. 2 december 1637), hertog van Mirandola
- Alfonso III d'Este (1591 – 1644), hertog van Modena en Reggio 1628
- Luigi d'Este (Ferrara 27 maart 1594 – 1664), markgraaf van Montecchio en Scandiano; hij bleef ongehuwd maar had wel een illegitieme dochter, Ippolita, die met zijn broer Borso d'Este huwde
- Eleonora d'Este (Modena 1595 – ald. 1661), abdis te Carpi
- Ippolito d'Este (1599 – 1647), ongehuwd
- Niccolo d'Este (1601 – 1640); huwde Sveva di Avalos (25 februari 1594 – 4 juli 1641); geen nakomelingen
- Borso d'Este (1605 – Castel San Giovanni 28 december 1657); huwde zijn nicht Ippolita d'Este, illegitieme dochter van zijn broer Luigi. Zij hadden nakomelingen.
- Foresto d'Este (1606 – 1640), ongehuwd